# Suzy Q (groupe)
Pour les articles homonymes, voir Suzy Q.
Suzy Q est un groupe musical canadien, originaire de Montréal, au Québec. Il est formé en 1981 par Jerry Cucuzzella, et ses chanteuses comprenaient Michelle Mills et Angie Vileno. Le groupe est surtout connu pour sa chanson Get on Up and Do It Again qui est entrée dans deux classements du Billboard.

## Histoire
À l'origine, leur chanson Get on Up and Do It Again a été enregistrée en 1981 avec Michelle Mills comme chanteuse principale et a atteint la 4e place du Billboard Club à la fin du mois de juin et la 64e place du classement R&B,. En décembre 1981, With Your Love / Tonight a atteint la 12e place du Billboard Club.
En 1985, Suzy Q reprend la chanson Harmony écrite par Geoffrey Bastow et Giorgio Moroder. En 1986, Suzy Q enregistre une chanson Italo disco/hi-NRG intitulée Can't Live Without Your Love, qui s'est classée au 19e rang du Billboard Club, écrite par Giovanni D'Orazio et Antonio Bentivegna. Entre 1987 et 1989, Suzy Q enregistre quelques chansons Eurobeat/hi-NRG pour J.C. Records, avant de se séparer.

## Discographie

### Albums studio
| Année                                               | Album                       | US | CA |
| --------------------------------------------------- | --------------------------- | -- | -- |
| 1981                                                | Get On Up and Do It Again   | —  | —  |
| 1982                                                | Don't You Stop that Feeling | —  | —  |
| « — » signifie qu'aucun classement n'a été atteint. |                             |    |    |

### Singles
| Année                                               | Titre                        | US | US R&B | US Dance | US Dance Sales |
| --------------------------------------------------- | ---------------------------- | -- | ------ | -------- | -------------- |
| 1981                                                | Get on Up Do It Again        | —  | 64     | 4        | —              |
| 1982                                                | Get on Up                    | —  | —      | 12       | —              |
| 1982                                                | I Can't Give You More        | —  | —      | —        | —              |
| 1982                                                | Come Let's Have A Party      | —  | —      | —        | —              |
| 1982                                                | Tonight (Remix)              | —  | —      | —        | —              |
| 1983                                                | Don't You Stop the Feeling   | —  | —      | —        | —              |
| 1985                                                | Harmony                      | —  | —      | —        | —              |
| 1985                                                | Computer Music               | —  | —      | —        | —              |
| 1986                                                | Can't Live Without Your Love | —  | —      | 10       | 19             |
| 1987                                                | Don't Come Crying to Me      | —  | —      | —        | —              |
| 1989                                                | Fun Fun                      | —  | —      | —        | —              |
| 1989                                                | Shake, Shake, Shake          | —  | —      | —        | —              |
| « — » signifie qu'aucun classement n'a été atteint. |                              |    |        |          |                |